# Seleção Jamaicana de Futebol
A Seleção Jamaicana de Futebol, apelidada de "Reggae Boyz", representa a Jamaica nas competições da CONCACAF, da FIFA e de outras confederações continentais de Futebol.

## História
A Federação de Futebol da Jamaica foi fundada em 1910. O primeiro jogo internacional com uma seleção jamaicana foi em 1925, uma série de três partidas contra os vizinhos do Haiti nos dois países. Os jamaicanos venceram todos os três jogos, e permaneceram vencendo os amistosos contra os haitianos até perder em 1932. A Jamaica se uniu à FIFA em 1962 e à CONCACAF no ano seguinte, participando da primeira edição do Campeonato da CONCACAF (predecessor da Copa Ouro da CONCACAF). Em 1965 fez sua estreia nas Eliminatórias da Copa do Mundo FIFA, com a Jamaica ficando em terceiro nas qualificações para o torneio de 1966.
Suas maiores conquistas são a Copa do Caribe - um torneio organizada pela União Caribenha de Futebol - de 1991, 1998, 2005, 2008, 2010 e 2014. A vitória em 2014 qualificou os jamaicanos para a Copa América de 2015, a primeira nação da UCF a participar da Copa América. Destacam-se também o terceiro lugar na Copa Ouro da CONCACAF 1998, o segundo lugar, também na Copa Ouro, em 2015, a classificação para a Copa do Mundo de 1998 e a final dos Jogos Pan-Americanos de 2007. 

### O caminho para a Copa do Mundo de 1998
No começo da década de 1990, o Ministério das Relações Exteriores ofereceu projetos de cooperação técnica em várias áreas para as nações caribenhas. A Jamaica optou pelo futebol, exigindo um técnico com domínio da língua inglesa, curso universitário e passagem pela seleção. Renê Simões, que comandou a seleção sub-20 no Mundial de 1989, foi o escolhido pela Federação Jamaicana, assumindo o cargo em 1994. 
Mesmo que a Jamaica não tivesse futebol profissional e gostasse mais de críquete, Simões assumiu a missão de classificar os "Reggae Boyz" para a Copa do Mundo FIFA de 1998. Ao rodar o o país em busca de atletas, Simões encontrou jogadores que trabalhavam em hotéis (o goleiro Warren Barrett carregava malas, o reserva Aaron Lawrence era taxista, o meio-campista Theodore Whitmore era barman), futebolistas ingleses de origem jamaicana e alguns que eram reservas de clubes ingleses.
Simões trabalhou em 4 frentes para classificação:
1. Disciplina: expulsou jogadores arruaceiros e chegados em maconha.
2. Organização: mostrou para os jogadores que zagueiro também ataca e atacante também defende.
3. Financiamento: convenceu os dirigentes jamaicanos a arrecadar dinheiro para chegar à França.
4. Talento: percebeu que o time precisava de algo mais,viajou para a Inglaterra e achou seis jamaicanos por lá.

Na primeira fase eliminatória (Caribe), eliminou Barbados e Suriname. Na 2ª fase, ficou na frente do México e eliminou Honduras e São Vicente. Na fase final, conseguiu a 3ª e última vaga da CONCACAF, eliminando Costa Rica, El Salvador e Canadá. Em 20 partidas, venceram 11, empataram 6 e perderam 3. Teve 24 gols marcados a seu favor e 15 sofridos. Depois do jogo contra o México que classificou a seleção, foi decretado feriado nacional na Jamaica para celebrar a vaga.
Após a classificação, Renê conseguiu um acordo com  uma companhia aérea. Graças a muita milhagem grátis, fizeram 25 amistosos nos 5 meses antes da Copa.
Na França, a Jamaica foi derrotada pela Croácia, por 3x1 - Earle marcou o gol de honra, o primeiro do país em Copas - e depois massacrada pela Argentina: 5x0. Conseguiu uma despedida decente ao vencer o Japão por 2x1 (gols de Whitmore para a Jamaica, e Nakayama para o Japão).

## Copa do Mundo
- 1998 - Primeira-Fase

## Copa Ouro da CONCACAF
- 1991 - Primeira-Fase
- 1993 - Quarto colocado
- 1998 - Quarto colocado
- 2003 - Quartas de Finais
- 2005 - Quartas de Finais
- 2009 - Primeira-Fase
- 2011 - Quartas de Finais
- 2015 - Vice-Campeão
- 2017 - Vice-Campeão
- 2019 - Semifinal
- 2021 - Quartas de Finais
- 2023 - Semifinal

## Copa América da CONMEBOL
- 2015 - Fase de grupos
- 2016 - Fase de grupos
- 2024 - Fase de grupos

## Liga das Nações da CONCACAF
- 2019–20 - Acesso para Liga A
- 2022–23 - Primeira Fase
- 2023–24 - Terceiro Lugar

## Títulos

### Títulos oficiais
| CONTINENTAIS            | CONTINENTAIS                        | CONTINENTAIS | CONTINENTAIS                       |
|                         | Competição                          | Vezes        | Ano                                |
| ----------------------- | ----------------------------------- | ------------ | ---------------------------------- |
|                         | Copa do Caribe                      | 6            | 1991, 1998, 2005, 2008, 2010, 2014 |
| EVENTOS MULTIESPORTIVOS |                                     |              |                                    |
|                         | Competição                          | Vezes        | Ano                                |
|                         | Jogos Pan-Americanos                | 1            | 2007                               |
|                         | Jogos Centro-Americanos e do Caribe | 1            | 1993                               |

### Títulos de base

#### Seleção Sub-23
- Lunar New Year Cup (Hong Kong): 2007